# Patricio Crespo
Luis Patricio Crespo Ureta (Cile, 15 settembre 1948) è un imprenditore, dirigente d'azienda, politico ingegnere civile cileno.
Nel gennaio 2012, il presidente cileno Sebastián Piñera ha nominato Luis Mayol Ministro dell'Agricoltura. Patricio Crespo è stato eletto a succedergli come presidente della Sociedad Nacional de Agricultura (SNA), carica che ha ricoperto per più di tre mandati consecutivi.
Per vari anni, è stato membro del Senato accademico della Pontificia Università Cattólica del Cile.

## Biografia
Dopo essersi laureato in ingegneria civile presso la Pontificia Università Cattólica del Cile, ha avviato un'impresa agroindustriale meccanizzata (cereali, vitivinicolo, ulivi e prugne) nell'area di Chépica, ubicata nella regione del Libertador General Bernardo O'Higgins.
Come ingegnere e imprenditore agricolo, ha ricoperto incarichi relativi alla politica annonaria e ai problemi dell'irrigazione della canalizzazione delle acque: Comitati Acqua e Cereali della SNA, è stato anche presidente dell'Associazione "Canal Población" nella provincia di Colchagua, del Consiglio di Vigilanza dell'estuario di Chimbarongo, della Federazione dei Consigli di Vigilanza della Sesta Regione, nonché consigliere dal centro di gestione dell'acqua che insiste nella stessa zona.
Assunto il ruolo di direttore generale dell'associazione nel 1991,due anni più tardi Patricio Crespo divenne il presidente del gremio, il collettivo che riuniva sindacalisti e lavoratori. Si dimise nel 2009, prima di terminare il suo secondo mandato.
Nel 2012, è stato eletto presidente della Sociedad Nacional de Agricultura, posizione nella quale è stato riconfermato nell'aprile del 2013, e, nuovamente, nel 2015.
Già membro del Senato accademico della Pontificia Università Cattólica del Cile, si professa di religione vaticana e risiede nella capitale Santiago.